# Tetragnatha qiuae
Tetragnatha qiuae là một loài nhện trong họ Tetragnathidae.
Loài này thuộc chi Tetragnatha. Tetragnatha qiuae được miêu tả năm 2003 bởi Zhu, Song & Zhang.